# Loango (República do Congo)
Loango, também conhecida por Luango, Lwango ou Luangu, é uma cidade da República do Congo, capital do departamento de Kouilou. Situada na costa do Oceano Atlântico, Loango tinha uma população de 21 016  habitantes em 2023, de acordo com o último censo oficial do país.
A cidade de Loango integrou o Reino de Loango, que foi um estado da África Central existente na Era Moderna até que os franceses assumissem o controle da região no final do século XIX. Loango é também o centro cultural do povo vili.